# Římskokatolická farnost Klášterec nad Ohří

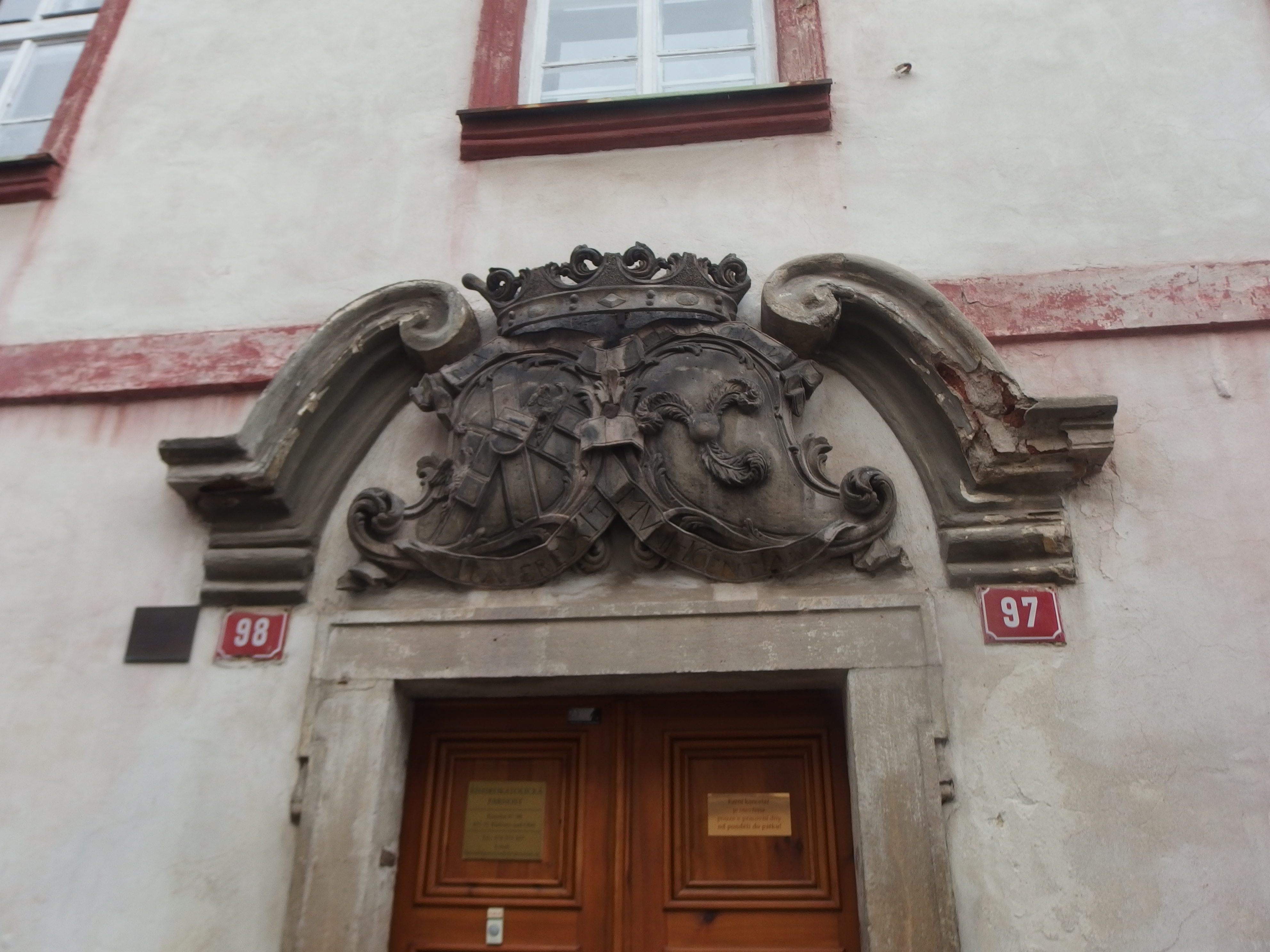
Vstup na faru v Klášterci nad Ohří

Římskokatolická farnost Klášterec nad Ohří (latinsky Cloesterla) je církevní správní jednotka sdružující římské katolíky na území města Klášterec nad Ohří a v jeho okolí. Organizačně spadá do krušnohorského vikariátu, který je jedním z 10 vikariátů litoměřické diecéze. Centrem farnosti je kostel Nejsvětější Trojice v Klášterci nad Ohří.

## Historie farnosti
Farnost pochází z roku 1384. Od roku 1712 jsou vedeny matriky. Farnost byla, jakožto duchovní centrum, zvláště od 50. let 20. století do 31. prosince 2012, středem tzv. kláštereckého farního obvodu, z něho byly v různých etapách spravovány okolní farnosti. Před zánikem kláštereckého farního obvodu jimi byly farnosti: Boč nad Ohří, Louchov, Okounov, Perštejn nad Ohří a Rašovice. Všechny tyto farnosti zanikly od 1. ledna 2013 afilováním do farnosti Klášterec nad Ohří.

### Duchovní správcové vedoucí farnost
Začátek působnosti jmenovaného v duchovní správě farnosti od:
- 1524   Joannes Pladechen
- 1601   Petrus Hockner
- 1627   Thomas Jobst Selgius
- 1628   Joannes Bittner
- 1634   Daniel Hayden
- 1659   Caspar Cervin
- Georgius Schröter
- 1669   Georgius  Stampher
- 1681   Joannes Caspar Götz
- 1692   Balthazar Theod. Ziegler
- 1700   par. vacat, admin. Rud. Peschke
- 1701   Joannes Henricus Künel
- 1731   Franciscus Hoezbecker
- Joannes Hüttl
- 1760   Maxmilianus Dubsky von Wittenau
- 1764   Joannes Nep. Andresi
- 1766   Anton. Dubsky von Wittenau
- 1785   par. vacat, cap. fund. Franc. Petran
- 1785   Franc. Petran, † 29. 5. 1811
- 1811   Franc. Seidl, n. 24. 8. 1756 Kaaden, o. 8. 9. 1780, † 26. 12. 1832
- 1834   Jos. Gamlich, n. 6. 11. 1779 Sporicens., o. 19. 2. 1803, † 7. 7. 1848
- 1849   par. vacat, admin. Christoph. Veitl
- 1850   Anton. Tschochner, n. 26. 8. 1811 Seelau, o. 3. 8. 1835, † 6. 11. 1875
- 1875   par. vacat, admin. int. Gustav. Plötz
- 1876   Edmund. Tucha, n. 26. 11. 1844 Komotau, o. 15. 7. 1867, † 9. 8. 1918	
  - 1895 Franz Tobisch, kaplan
- 1896   Wenc. Hammer, n. 15. 11. 1835 Waidmesgrün, o. 31. 7. 1860, † 14. 5. 1906
- 1902   Gust. Plötz, n. 6. 8. 1847 Josefstadt, o. 23. 7. 1870, † 15. 1. 1911
- 1911   Carol. Wohlrab, n. 23. 1. 1871 Niklasdorf., o. 5. 7. 1896, † 1. 6. 1944
- 1937   Petrus Mehl, n. 26. 6. 1886 Döbern, o. 13. 7. 1913, † 19. 6. 1941
- 1. 1. 1942 Georg. Thorn, n. 31. 12. 1912 Gottmannsgrün, o. 27. 6. 1937, † 23. 7. 2013
- 1. 7. 1945 Friedr. Stehle
- 6. 11. 1946 Oldřich Hodač
- 1. 9.  1947 František Koseček OFM
- 1. 12. 1948 Vladimír Jindřich Řechka OFM
- 1. 7. 1950 Rudolf Sitte
- 6. 4. 1951 Bedřich Prchala
- 1.11. 1959 Josef Vadovič
- 1. 4. 1963 Jan Netík
- 1.11. 1969  Bohumil Landsmann, admin.
- 10. 12. 1984 Bohuslav Josef Šprlák O.Praem., n. 17. 8. 1951, o. 25. 6. 1976, † 3. 9. 2020
- 15. 3. 1990 Josef Augustin Špaček O.Praem.
- 1. 8. 1998  Libor Švorčík
- 1. 11. 1998 Rafał Józef Wala
- 1. 7. 2009 Artur Ściana
- 1. 12. 2019 Vít Audy[3]

Kromě kněží stojících v čele farnosti, působili ve farnosti v průběhu její historie i jiní kněží. Většinou pracovali jako farní vikáři, kaplani, katecheté, výpomocní duchovní aj.

## Území farnosti
Do farnosti náleží území obcí:
- Boč (Wotsch)
- Ciboušov (Ziebisch)
- Černýš (Tschirnitz)
- Domašín (Tomitschan)
- Fabrovy Chalupy (Faberhütten)
- Hora (Horn)
- Hradiště (Radis)
- Hrachová (Erbelstein)
- Kamenec (Stengles)
- Klášterec nad Ohří (Klösterle an der Eger)
- Klášterecká Jeseň (Gesseln)
- Korunní (Krondorf)
- Kotvina (Kettewa)
- Krčma (Kretscham)
- Krupice (Gruppitz)
- Kunov (Kunau)
- Lestkov (Leskau)
- Louchov (Laucha)
- Lužný (Aubach)
- Malý Hrzín (Kleingrün)
- Mělník (Melk)
- Meziříčí (Meseritz)
- Miřetice u Klášterce nad Ohří (Meretitz)
- Mýtinka (Rödling)
- Nová Víska (Neudörf)
- Okounov (Okenau)
- Ondřejov (Endersgrün)
- Oslovice (Woslowitz)
- Ostinov (Himmelstein)
- Osvinov (Gesmersgrün)
- Perštejn (Pürstein)
- Petlery (Bettlern)
- Podmilesy (Pöllma)
- Rájov (Reihen)
- Rašovice (Roschwitz)
- Smilov (Mühlendorf)
- Srní (Boxgrün)
- Suchý Důl (Dörnthal)
- Šumná (Schönburg)
- Telcov (Toltsch)
- Tunkov (Tunkau)
- Údolíčko (Kleinthal)
- Útočiště (Zuflucht)
- Vykmanov (Weigensdorf)
- Vysoké (Haadorf)
- Zásada u Kadaně (Sosau)

## Římskokatolické sakrální stavby na území farnosti
| | Fotografie | Stavba                        | Místo                           | Bohoslužby                      | Zeměpisné souřadnice             | Status                               | Číslo kulturní památky           |
| Kostely | Kostely    | Kostely                       | Kostely                         | Kostely                         | Kostely                          | Kostely                              | Kostely                          |
| --- | ---------- | ----------------------------- | ------------------------------- | ------------------------------- | -------------------------------- | ------------------------------------ | -------------------------------- |
| 1. |            | Kostel sv. Václava            | Boč                             | bližší informace o bohoslužbách | 50°21′47″ s. š., 13°4′57″ v. d.  | filiální kostel                      | —                                |
| 2. |            | Kostel Nejsvětější Trojice    | Klášterec nad Ohří              | bližší informace o bohoslužbách | 50°23′6″ s. š., 13°10′19″ v. d.  | farní kostel                         | 34450/5-548 (Pk•MIS•Sez•Obr•WD)  |
| 3. |            | Kostel Navštívení Panny Marie | Klášterec nad Ohří              | bližší informace o bohoslužbách | 50°23′5″ s. š., 13°10′6″ v. d.   | filiální kostel, hřbitovní           | 17891/5-549 (Pk•MIS•Sez•Obr•WD)  |
| 4. |            | Kostel sv. Jakuba Většího     | Louchov                         | bližší informace o bohoslužbách | 50°25′34″ s. š., 13°11′26″ v. d. | filiální kostel                      | 33762/5-493 (Pk•MIS•Sez•Obr•WD)  |
| 5. |            | Kostel sv. Vavřince           | Okounov                         | bližší informace o bohoslužbách | 50°21′44″ s. š., 13°6′18″ v. d.  | filiální kostel                      | —                                |
| 6. |            | Kostel sv. Vendelína          | Perštejn                        | bližší informace o bohoslužbách | 50°22′50″ s. š., 13°6′40″ v. d.  | filiální kostel                      | 49793/5-5854 (Pk•MIS•Sez•Obr•WD) |
| Kaple |            |                               |                                 |                                 |                                  |                                      |                                  |
| 7. |            | Kaple Navštívení Panny Marie  | Suchý Důl                       | bohoslužby příležitostně        | 50°22′24″ s. š., 13°13′11″ v. d. | kaple                                | —                                |
| 8. |            | Kaple                         | Ciboušov                        | bohoslužby příležitostně        | 50°24′2″ s. š., 13°11′41″ v. d.  | kaple                                | —                                |
| 9. |            | Kaple                         | Domašín                         | bohoslužby příležitostně        | 50°25′16″ s. š., 13°10′19″ v. d. | kaple                                | —                                |
| Oratoria |            |                               |                                 |                                 |                                  |                                      |                                  |
| 10. |            | Kaple na faře                 | Klášterec nad Ohří, Kostelní 97 | bližší informace o bohoslužbách | 50°23′6″ s. š., 13°10′17″ v. d.  | oratorium                            | 18990/5-557 (Pk•MIS•Sez•Obr•WD)  |
| Zaniklé sakrální stavby v období komunistické totality ve 20. století ve farnosti Klášterec nad Ohří |            |                               |                                 |                                 |                                  |                                      |                                  |
| 11. |            | Kostel sv. Josefa             | Petlery                         | nelze sloužit                   | 50°24′47″ s. š., 13°9′38″ v. d.  | filiální kostel, zbořen asi 4.4.1960 | —                                |
| 12. |            | Kaple sv. Jana Křtitele       | Kunov                           | nelze sloužit                   | 50°24′19″ s. š., 13°8′3″ v. d.   | kaple zbořena v období 1945–1989     | —                                |
| Některé drobné sakrální stavby a pamětihodnosti lze dohledat zde v databázi Drobné sakrální památky Zaniklé sakrální stavby lze dohledat zde v databázi Poškozené a zničené kostely, kaple a synagogy v České republice |            |                               |                                 |                                 |                                  |                                      |                                  |

Ve farnosti se nacházejí také další drobné sakrální stavby a pamětihodnosti. Historicky se na území farnosti, včetně afilovaných farností, nacházelo větší množství kostelů, kaplí, kapliček a dalších sakrálních objektů. Velká část z nich byla zbořena nebo poškozena v 2. polovině 20. století. S výjimkou Klášterce nad Ohří jsou seznamy těchto objektů na stránkách zaniklých farností.